# بيتر ميتكالف
بيتر ميتكالف (بالإنجليزية: Peter Metcalf)‏ هو لاعب هوكي الجليد أمريكي، ولد في 25 فبراير 1979 في بيمبروك في الولايات المتحدة.

## وصلات خارجية
- بيتر ميتكالف على موقع دوري الهوكي الوطني (الإنجليزية)
- بيتر ميتكالف على موقع EliteProspects.com (الإنجليزية)
- بيتر ميتكالف على موقع HockeyDB.com (الإنجليزية)